# Comuna de Dąbrówno
Dąbrówno (polaco: Gmina Dąbrówno) é uma gminy (comuna) na Polónia, na voivodia de Vármia-Masúria e no condado de Ostródzki. A sede do condado é a cidade de Dąbrówno.
De acordo com os censos de 2004, a comuna tem 4380 habitantes, com uma densidade 26,5 hab/km².

## Área
Estende-se por uma área de 165,37 km², incluindo:
- área agrícola: 68%
- área florestal: 12%

## Demografia
Dados de 30 de Junho 2004:
|                      | Total   | Total | Mulheres | Mulheres | Homens  | Homens |
| -------------------- | ------- | ----- | -------- | -------- | ------- | ------ |
|                      | pessoas | %     | pessoas  | %        | pessoas | %      |
| População            | 4380    | 100   | 2176     | 49,7     | 2204    | 50,3   |
| Densidade (pop./km²) | 26,5    | 100   | 13,2     | 13,2     | 13,3    | 13,3   |

De acordo com dados de 2002, o rendimento médio per capita ascendia a 1493,02 zł.

## Comunas vizinhas
- Działdowo, Grunwald, Kozłowo, Lubawa, Ostróda, Rybno